# Acianthus

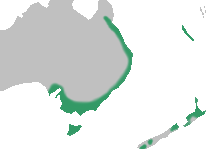
Acianthus range map

Acianthus (Brown, 1810) là một chi gồm 9 loài trong đó có 8 loài đặc hữu ở Úc và 1 ở New Zealand trong họ Orchidaceae). Trước đây trong chi Acianthus có rất nhiều loài, nhưng khoảng một nửa số loài này đã được phân loại sang chi các chi khác, như chi Acianthella.
Tên có nguồn gốc từ tiếng Hy Lạp, achis (điểm) và anthos (hoa), liên tưởng từ các đài hoa có hình dáng nhọn. Tên thông thường ở Úc là "Pixie-caps," "Gnat Orchid," và "Mosquito Orchid."
Hoa nhỏ (cỡ 4 đến 5 mm), và được thụ phấn nhờ các con muỗi nhỏ khi chúng tìm kiếm mật hoa ở môi dưới (labellum).

## Các loài
- Acianthus amplexicaulis (NE. Queensland to EC. New South Wales, New Caledonia) - hiện nay được phân sang chi Acianthella amplexicaulis.
- Acianthus apprimus Early Mosquito Orchid (NSW Blue Mountains to New England highlands).
- Acianthus borealis Northern Mosquito Orchid (Qld. Mt. Windsor Tableland to Blackdown Tableland).
- Acianthus caudatus Mayfly orchid, dead-horse orchid  (SE. Úc) - hiện nay được phân sang chi Nemacianthus caudatus.
- Acianthus collinus Inland Mosquito Orchid (NSW slopes of Great Darling Range between Taree and Crowther; ACT Black Mountains).
- Acianthus exiguus Tiny Mosquito Orchid (NSW Repton to Wardell).
- Acianthus exsertus Gnat orchid (E. & SE. Úc). (loài điển hình).
- Acianthus fornicatus Pixie-caps (E. Úc).
- Acianthus huegelii - hiện nay được phân sang chi Cyrtostylis huegelii.
- Acianthus ledwardii Ledward's Mosquito Orchid (SE. Queensland)(Extinct).
- Acianthus pusillus Small Mosquito Orchid (Qld. n. to Eungella, NSW, Victoria, Tasmania).
- Acianthus reniformis - hiện nay được phân sang chi Cyrtostylis reniformis.
- Acianthus sinclairii (New Zealand - incl. Stewart I.), Chatman Is., Kermadec Is.)
- Acianthus sublestus (NE Queensland) - hiện nay được phân sang chi Acianthella sublesta
- Acianthus tenuissima - hiện nay được phân sang chi Cyrtostylis tenuissima.